# Inazuma Eleven
Inazuma Eleven (lit. "Cele unsprezece fulgere")  este un manga japonez scris și ilustrat de Tenya Yabuno bazat pe seria de jocuri video creată de Level-5. Manga a fost publicată de către Shogakugan în CoroCoro Comic. Seria manga a câștigat în 2010 Premiul Kodansha Manga și în 2011 Premiul Shogakugan Manga la categoria manga pentru copii. Un serial de televiziune anime bazat pe manga, a fost difuzat pe rețeaua TV Tokyo la 5 octombrie 2008 până la 27 aprilie 2011. Seria a fost produsă de Level-5, în colaborare cu TV Tokyo și OLM. Seria a fost difuzată de Cartoon Network în România din data de 28 mai 2012 (numai primul sezon).Pentru ca mai apoi sa fie interzis de către CNA la difuzarea pe canalele de copii din cauza violenței.

## Premisă
Personajul principal, Mark Evans, este un portar foarte talentat și nepotul unuia dintre cei mai puternici portari din Japonia, care au murit înainte ca el să se nască. Chiar dacă abilitățile sale sunt incredibile, școala sa nu dispune de un club de fotbal real, ceilalți 6 membri nu sunt interesați în totalitate. Dar, de îndată ce apare Axel Blaze , Mark își propune să găsească și să recruteze membri pentru echipa sa de fotbal. De acolo, Mark și echipa sa joacă peste tot în lume. Dragostea lui pentru fotbal îl conduce pentru a câștiga Frontiera Fotbalului, cel mai mare campionat de fotbal.Dupa frontiera fotbalului o noua provocare a sarit in fata jucatorilor echipei Raymon,extrateresti din Academia Ailea .Personajele principale sunt Mark Evans,Axel Blaze si Jude Sharp.  

## Personaje
- Mamoru Endou (Mark Evans) (căpitan, portar, libero)  - Endou este descris ca un portar de fotbal iubitor, vesel. El este tipul de persoană care nu renunță niciodată și întotdeauna se gândește la ceilalți înainte de el însuși. El arată, de asemenea, o mare admirație față de bunicul său, Daisuke, și menține carnetelele de formare scrise de către bunicul său, care includ tehnici hissatsu. Oamenii din jurul lui îl numesc un "maniac" al fotbalului din cauza dragostei lui pentru fotbal. Datorită personalității sale pozitive, el a atras oameni, chiar dacă sunt inamici sau aliați. Aceasta se datorează faptului că el a fost capabil să adune noi membri. Coechipierii beneficiază de puterea lui mentală și de încurajare. Îl respectă, de asemenea, în ciuda atitudinii lui lipsită de griji. El se antrenează mai mult decât oricine altcineva pentru a deveni mai puternic. Acesta folosește în antrenamente un cauciuc pe care il aruncă cu putere iar apoi îl oprește. Motivul pentru care face acest lucru este că el dorește să se confrunte cu adversari mai puternici. Chiar și când e în dezavantaj, el găsește întotdeauna o modalitate de a-și aduce coechipierii la victorie. Tehnicile sale includ God Hand (care, ulterior, evoluează în Shin God Hand), Nekketsu Punch, Majin the Hand, Fist of Justice (care a evoluat într-o tehnică de libero, Megaton Head), Hammer of Wrath, și Outer Dimension the Hand (care mai târziu evoluează în Ijigen the Hand Remasteres  și True Ijigen the Hand) și God Catch.

- Shuuya Goenji (Axel Blaze în dublajul din engleză) (Atacant) - El este atacantul as și vocea rațiunii echipei. Sora lui, Yuuka este in comă din cauza interferențelor lui Kageyama  să-l oprească din a juca împotriva Academiei Teikoku . El păstrează o amuleta făcută de sora lui, și face o promisiune pentru ea cum că nu va mai juca fotbal pana nu se trezeste, dar atunci când vede că pasiunea pentru joc este puternica, el schimbă promisiunea si anume să devină campion al Frontierei Fotbalului. Mai târziu, Yuuka se trezește din comă, și el începe să joace fotbal mai liber, cu coechipierii săi. Gouenji se alătură cu ceilalți pentru a juca împotriva unor echipe din întreaga lume. De-a lungul seriei, el devine prieten apropiat cu Endou, Fubuki, și Kidou. Tehnicile sale cunoscute sunt Fire Tornado (Tornada de Foc) (care evoluează în Fire Tornado Remastered), Bakunetsu Storm, și Bakunetsu Screw. El face, de asemenea, mai multe tehnici de combo: una cu Kabeyama numită Saltul Inazuma, una cu Endou numită Inazuma One și o combinație a celor două numită Inazuma One Drop. Alte tehnici combo includ Twin Boost (Saltul Geamăn) cu Kidou, Crossfire cu Fubuki, Storm Tiger și Dragon Tornado cu Someoka și Jet Stream cu Toramaru și Endou.

- Yūto Kidou (Jude Sharp) (mijlocaș) - El poartă ochelari și o pelerină roșie. Inițial este din echipa Teikoku. Motivul pentru care el joacă pentru Teikoku este pentru sora lui, Haruna Otonashi. El a fost forțat să câștige trei campionate de fotbal consecutiv, în scopul de a fi cu ea din nou, așa că a decis să n-o contacteze timp de 6 ani. După ce a văzut greșelile lui Kageyama, el și restul echipei Teikoku renunță să-l mai urmeze. În cele din urmă, Kidou se alătură echipei lui Endou și schimbă pelerina lui roșie cu una albastră. El este cea mai mare parte strategică a echipei. În Raimon Middle School, el este prieten apropiat cu Endou și Gouenji și el învață o tehnică de combinație cu cei doi numită Inazuma Break (mai târziu evoluează în Inazuma Break V2). Alte tehnici combinate includ Emperor Penguin nr.2, Death Zone, Death Zone 2, și Emperor Penguin nr.3. Tehnica lui hissatsu individuală este Illusion Ball.

- Ichirōta Kazemaru  (Nathan Swift) (Defender) - Inițial, un membru al echipei de atletism, Kazemaru este convins de Endou să devină un jucător al echipei de fotbal când echipa avea nevoie de 4 jucători pentru meciul acestora, pe care dacă nu îi recrutează, clubul de fotbal va fi desființat. Kazemaru este în cele din urmă convins de promisiunea de a lupta  cu o mulțime de jucători puternici și prin spiritul de luptă al lui Endou să rămână permanent în echipă. Tehnica sa individuală este Shippu Dash. În timpul capitolului FFI, el învață două noi mișcări numite Banana Shoot și Dance Of The Wind God. La finalul sezonului 2 a fost căpitanul echipei Academiei Aliea, Dark Emperors.

- Heigorō Kabeyama (Jack Wallside) (Defender) - În ciuda înălțimii lui, el este o persoană foarte timida, uneori chiar dispare înainte de un meci, cu scuza de a merge la baie. De cele mai multe ori Endou il ajuta să-si depășească temerile. El il respectă pe Endou foarte mult. În meciul împotriva echipei Wild Junior High, el și Gouenji perfectioneaza o miscare numita Inazuma Drop și mai târziu, el creeaza tehnici defensive individuale, The Wall (Zidul) și The Mountain.

- Ryūgo Someoka  (Kevin Dragonfly) (Forward) - auto-proclamat Atacantul As al echipei, a avut probleme cu Gouenji pentru această poziție. Mai târziu, el îl acceptă pe Gouenji și formeaza noi tehnici, cum ar fi Dragon Crash (Dragonul Zdrobitor) și Wyvern Crash, și se combina cu Gouenji pentru a forma Dragon Tornado (Dragonul Tornadă). După ce Gouenji a plecat și a fost adus Fubuki în locul lui, a avut inițial probleme de acceptare la adresa lui  Fubuki. Fubuki e puternic, dar el a simțit că Gouenji nu ar trebui să fie înlocuit. Cu toate acestea, el mai târziu a depășit asta, cu ajutorul lui Endou, cu convingerea că acesta a fost consolidarea echipei, astfel că, atunci când va veni înapoi Gouenji, echipa ar fi suficient de bună pentru el. El are o tehnica hissatsu de asociere cu Fubuki (Wyvern Blizzard), și cu Goenji (Dragon Tornado).

- Asuka Domon  (Bobby Shearer) (Defender) - El a trăit în America cu Aki, dar lui nu-i păsa de fotbal, din cauza unui accident care-l implică pe unul dintre prietenii lui cei mai buni. El e folosit ca spion trimis de Teikoku la Raimon, unde a văzut că toată lumea lucrează din greu. El apoi a decis să se alăture echipei Raimon. Cu Endou, simte că poate ține pasul, spre deosebire de prietenul său, Ichinose, și ceilalți de la Teikoku. El renunță la a fi un spion atunci când antrenorul Fuyukai, un alt spion din Teikoku, a planificat să arunce în aer autobuzul ce va fi folosit de echipa. Mai târziu, el și Ichinose se alătura echipei americane în arc FFI, dar menține relații strânse cu membri din Raimon Eleven. El are o tehnică de apărare cunoscută sub numele de Killer Slide și tehnicile sale combinate sunt Zona Mortală 2 și Tri-Pegasus, care mai târziu evoluează în Phoenix.

- Kazuya Ichinose  (Erik Eagle) (mijlocaș) - Ichinose este prieten din copilarie cu Domon și Aki. Cu toate acestea, din cauza unui accident din copilărie, el s-a mutat pentru tratament medical, lăsându-i pe Aki și Domon să creadă că a murit. Prin tratament de reabilitare, și dragostea lui pentru fotbal, el a mers in Japonia pentru a o vizita pe Aki și a devenit un membru al echipei lui Endou. Aki îl descrie pe Ichinose ca fiind similar cu Endou. Împreună cu Endou și Domon, el încearcă să recreeze Tri-Pegasus, și evoluează la Phoenix. Mai târziu, în arc-ul FFI, el se întoarce în America, să se alăture echipei sale. El este aparent destul de celebru în lumea fotbalului, de multe ori fiind cunoscut sub numele de "Magicianul Terenului". TehnicilE lui hissatsu individuale includ Spinning Shot, Flame Dance și Pegasus Shot.

- Aki Kino  (Silvia Woods) (Manager) - Aki este managerul echipei. Ei îi place să joace fotbal, dar se oprește după ce se confruntă cu un traumatism oribil.

- Haruna Otonashi (Celia Hills) (Manager) - Originar reporter la ziarul scolii, după ce a văzut jocul lui Raimon împotriva lui Teikoku, ea a devenit un mare fan și a decis să fie un manager. Ea este sora lui Yuuto Kidou. Ea nu a avut nici un contact cu el de 6 ani, cu toate acestea.

- Natsumi Raimon  (Nelly Raimon) (Manager) - Ea este fiica presedintelui școlii și este președintele Consiliului. Ea devine un manager din cauza pasiunii lui Endou pentru fotbal. Ea a dovedit ca are un interes romantic în Endou și crede cu tărie că acesta este cel mai bun portar din jur. Ea lasă mai târziu echipa sub pretextul de a merge să studieze în străinătate, dar mai târziu a arătat că ea a fost, de fapt, in investigarea unui caz de accident care il implică pe bunicului lui Endou, Daisuke.

- Ayumu "Shourin" Shorinji  (Tim "Timmy" Sanders) (mijlocaș) - Un alt jucator original al echipei lui  Endou, de obicei joacă ca mijlocaș. El este de asemenea unul dintre cei mai mici membri dintre cei unsprezece Raimon. Tehniile individuale ale acestuia sunt Kung Fu Head (Capul Kung Fu) și Tatsumaki Senpuu. mai târziu, el face o tehnică de combinație cu Shishido numită Shooting Star, atunci când cei doi au făcut parte din echipa Dark Emperors la sfârșitul sezonului doi.

- Daisuke Endou (David Evans) (de suporter, portar) - bunicul lui Endou și portarul legendarei Inazuma Eleven. El este admirat de Endou Mamoru. El a fost implicat într-un accident, care a fost cauzat de Kageyama, pe drumul spre finala, și toată lumea crede că el a murit în accident. Locul lui este încă necunoscut. În episoadele de  mai târziu, el se dovedește a fi în viață. Ii acorda  lui Endou unele idei, cum ar fi, "Daca nu se poate bloca, trebuie doar să protejezi obiectivul." Tehnicele sale sunt maini exterior dimensionale.

- Shin'ichi Handa (Steve Grim) (mijlocaș) - Un alt personaj al echipei Raimon originală. El, de obicei, joacă ca mijlocaș. Tehnica lui individuală principală se cheamă Rolling Kick. De asemenea, cu puterea meteoritului Aliea, a învățat împreună cu Max o tehnică numită Revolution V.

- Sakichi Shishido (Sam Kincaid) (MIJLOCAS) Shishido este altul dintre colegii din clubul de fotbal original Raimon. El are o frizura stil Afro și o mulțime de spirit. Shishido este versatil atunci când vine vorba de a juca fotbal și, adesea, face puțin din toate. Tehnica lui speciala se numeste Shutul Grenadă (Grenade Shot).

- Kūsuke "Max" Matsuno , este un Mijlocaș. Max este un baiat care este elev la Raimon Junior High și intra in echipa atunci cand Endou avea nevoie de membri noi. El pretinde că se alătura echipei la început doar ca o modalitate de a "vindeca plictiseala lui", dar se dovedește a se bucura de sport și stă cu echipa tot drumul la Frontiera de Fotbal. El niciodată nu e văzut fără pălărie de pluș cu dungi si marca cu urechi de pisică. Mișcările speciale individuale sunt: Șutul în Cruce (Cross Drive) și Quick Draw. De asemenea, cu puterea meteoritului Aliea, el a învățat o tehnică de combinație împreuna cu Handa numită Revolution V și una cu Someoka și Kazemaru numită Dark Phoenix.

- Teppei Kurimatsu (Tod Ironside)  este un fundas. Kurimatsu este altul dintre membrii originali ai clubului de fotbal Raimon, un băiat scund cu un dinte mare, cu un capriciu, spunând de multe ori "deyansu" ("de fapt"), în fiecare propoziție. Deși de multe ori are o atitudine negativă și o dispoziție șubredă, Kurimatsu este un jucător de fotbal calificat și a rămas cu cei unsprezece Raimon pentru un timp indelungat. Tehnicile sale speciale sunt Dash Accelerator, Monkey Turn (doar în jocuri) și Maboroshi Dribble (Phantom dribling). Împreună cu Shishido și Kazemaru el a avut o mișcare combinată numită Triple Boost în echipa Dark Emperors. El devine noul căpitan al echipei Raimon la finalul seriei, după absolvirea lui Endou, Goenji, Kidou și a altora.

- Jin Kageno (Jim Wraith) este un fundaș. El se alătură echipei de fotbal doar pentru ca prezența lui să fie mai vizibilă, dar se dovedește a fi util atunci când îi ajută pe Gouenji și Kazemaru să realizeze Cocoșul de Foc, una dintre tehnicile legendarei Inazuma Eleven. Gluma lui de rulare de-a lungul seriei este de a-i speria pe ceilalți neintenționat. Tehnica sa individuală este Coil Turn. De asemenea, a învățat o tehnică combo împreună cu Sugimori (portarul echipei Mikage Sennou) numită Dual Smash când amândoi făceau parte din echipa Dark Emperors.

- Kakeru Megane  (William "Willy" Glass), este un atacant și manager. Megane este un băiat cu ochelari, pretentios, care  studiaza la Raimon Junior High, care se oferă să se alăture clubului de fotbal la cererea lui Endou, dar numai în cazul în care ei au nevoie de un singur membru, așa că simte că poate fi "eroul" care salvează in ultima secundă. În timpul meciului împotriva Academiei Teikoku, el prezinta caracterul sau adevărat și fuge în mijlocul jocului lasandu-si uniforma la o parte, asta ii permite lui Gouenji să-i ia locul. Cu Gouenji oficial la bord, Megane se alătură echipei în permanență și joacă alături de Raimon pentru un timp. Gluma lui de rulare de-a lungul seriei este aceea de a da nume tehnicilor celorlalți din Raimon, oferind titluri interesante pentru toate tehnicile speciale ale jucătorilor. Mai târziu, în timpul Frontierei de Fotbal Internaționala, el devine un manager alături de Aki, Haruna și Fuyuka. În mod destul de ciudat, el are un frate geamăn pe nume Kazuto care, în timp ce e mai bun la sport decât el, devine foarte emotional.

- Terumi "Aphrodi" Afuro  (Byron Love) este un atacant. Aphrodi este fostul căpitan al echipei Zeus Junior High, o echipa pe care Raimon a confruntat-o în ultima frontieră Fotbal. Aphrodi și echipa sa sunt prezentați ca fiind sub controlul lui Kageyama și beau o apă contaminată numită "Apa Zeilor", care crește foarte mult capacitatea fizică a jucătotilor. Echipa lui Endou reușește să învingă echipa de fotbal Zeus în meciul final și-i deschide ochii lui Aphrodi, rupându-l de controlul lui Kageyama. Mai târziu, el se alătură celor unsprezece Raimon în primul meci împotriva echipei Diamond Dust, o echipă ce aparține Academiei Aliea (Alius). Acesta îi ajută mult împotriva adversarilor lor puternici, până când el suferă o accidentare la picior și este spitalizat până după înfrângerea Academiei Aliea. După aceea, el se alătură echipei naționale a Coreei de Sud "Fire Dragon" și a jucat împotriva Inazumei Japan în finala de la preliminariile asiatice. Tehnicile sale sunt God Knows (Zeul Știe) (mai tarziu a evoluat în True God Knows), Heaven Time (Timpul Raiului) și God Break. El are, de asemenea, o tehnica de asociere cu Suzuno și Nagumo numită Chaos Break. În Inazuma Eleven GO el apare ca antrenor al echipei Kidokawa Seishuu și o parte a sectorului V. El este exprimat prin Yūko Sanpei.

## Episoade
| Premiera în România | Nr  | Titlu român                            | Titlu englez                                           |
| ------------------- | --- | -------------------------------------- | ------------------------------------------------------ |
|                     |     |                                        |                                                        |
| PRIMUL SEZON        |     |                                        |                                                        |
|                     |     |                                        |                                                        |
| 28.05.2012          | 001 | Să jucăm fotbal                        | Let’s Play Soccer!                                     |
|                     |     |                                        |                                                        |
| 29.05.2012          | 002 | Echipa Royal este aici                 | Royal is Here!                                         |
|                     |     |                                        |                                                        |
| 30.05.2012          | 003 | Lovitura mortală                       | Here Comes The Killer Shot!                            |
|                     |     |                                        |                                                        |
| 31.05.2012          | 004 | Iată dragonul                          | The Dragon is Here!                                    |
|                     |     |                                        |                                                        |
| 01.06.2012          | 005 | Unde e caietul                         | Where’s the Secret Notebook?                           |
|                     |     |                                        |                                                        |
| 04.06.2012          | 006 | Acesta este saltul Inazuma             | This is the Inazuma Drop!                              |
|                     |     |                                        |                                                        |
| 05.06.2012          | 007 | Spectacol Pe malul râului              | Showdown at the Riverbank!                             |
|                     |     |                                        |                                                        |
| 06.06.2012          | 008 | Înspăimântătorii fotbaliști roboți     | The Terryfying Soccer Cyborgs!                         |
|                     |     |                                        |                                                        |
| 07.06.2012          | 009 | Ascensiunea lui Willy                  | Willy Rising!                                          |
|                     |     |                                        |                                                        |
| 08.06.2012          | 010 | Spionul de la Royal                    | The Spy From Royal!                                    |
|                     |     |                                        |                                                        |
| 11.06.2012          | 011 | Găsiți un nou antrenor!                | Find A New Coach!                                      |
|                     |     |                                        |                                                        |
| 12.06.2012          | 012 | Finala, academia Royal - partea 1      | The Finals – Royal Academy – First Half!               |
|                     |     |                                        |                                                        |
| 13.06.2012          | 013 | Finala, academia Royal - partea a 2-a  | The Finals – Royal Academy – Second Half!              |
|                     |     |                                        |                                                        |
| 14.06.2012          | 014 | O Echipă de legendă                    | The Legendary 11!                                      |
|                     |     |                                        |                                                        |
| 15.06.2012          | 015 | Asta este! Etapa națională             | This Is It – The Nationals Tournament!                 |
|                     |     |                                        |                                                        |
| 18.06.2012          | 016 | Fotbal în stil Ninja                   | Soccer – Ninja Style!                                  |
|                     |     |                                        |                                                        |
| 19.06.2012          | 017 | Decizia lui Jude                       | Jude’s Decision!                                       |
|                     |     |                                        |                                                        |
| 20.06.2012          | 018 | Sparge-ți zidul inpenetrabil           | Break The Unbreakable Wall!                            |
|                     |     |                                        |                                                        |
| 21.06.2012          | 019 | Geniul reincarnat                      | The Reincarnated Genius!                               |
|                     |     |                                        |                                                        |
| 22.06.2012          | 020 | Triunghiul fatal Z                     | The Killer Triangle Z!                                 |
|                     |     |                                        |                                                        |
| 25.06.2012          | 021 | Confruntarea cu echipa școlii Kirkwood | The Clash With Kirkwood Jr. High!                      |
|                     |     |                                        |                                                        |
| 26.06.2012          | 022 | În spatele mâinii de zeu               | Go Beyond The God Hand!                                |
|                     |     |                                        |                                                        |
| 27.06.2012          | 023 | Provocarea unui zeu                    | A Challenge From A God!                                |
|                     |     |                                        |                                                        |
| 28.06.2012          | 024 | Cantonamentul                          | Time For Training Camp!                                |
|                     |     |                                        |                                                        |
| 29.06.2012          | 025 | Bătălia finală                         | The Final Battle!                                      |
|                     |     |                                        |                                                        |
| 02.07.2012          | 026 | Zeu contra majin                       | God Vs Majin!                                          |
|                     |     |                                        |                                                        |
| SEZONUL 2           |     |                                        |                                                        |
|                     |     |                                        |                                                        |
| nedifuzat           | 027 | Au venit extratereștrii                | The Aliens are Here!                                   |
|                     |     |                                        |                                                        |
|                     | 028 |                                        | Head Out! Raimon Eleven!!                              |
|                     |     |                                        |                                                        |
|                     | 029 |                                        | Defeat Them! The Black 11!!                            |
|                     |     |                                        |                                                        |
|                     | 030 |                                        | Menace! Aliea Academy!!                                |
|                     |     |                                        |                                                        |
|                     | 031 |                                        | Find the Legendary Striker!                            |
|                     |     |                                        |                                                        |
|                     | 032 |                                        | The Prince of the Snowfield!                           |
|                     |     |                                        |                                                        |
|                     | 033 |                                        | Who's the Ace Striker!                                 |
|                     |     |                                        |                                                        |
|                     | 034 |                                        | Clash! Aliea Academy!!                                 |
|                     |     |                                        |                                                        |
|                     | 035 |                                        | Epsilon Attacks!                                       |
|                     |     |                                        |                                                        |
|                     | 036 |                                        | The Hidden Power!                                      |
|                     |     |                                        |                                                        |
|                     | 037 |                                        | Royal Academy Come Back – Part 1!!                     |
|                     |     |                                        |                                                        |
|                     | 038 |                                        | Royal Academy Come Back – Part 2!!                     |
|                     |     |                                        |                                                        |
|                     | 039 |                                        | The Last Wyvern Blizzard!                              |
|                     |     |                                        |                                                        |
|                     | 040 |                                        | Erik! The Greatest Crisis!!                            |
|                     |     |                                        |                                                        |
|                     | 041 |                                        | Dvalin's Trap!                                         |
|                     |     |                                        |                                                        |
|                     | 042 |                                        | Bitter Fight! The Strongest Evil, Epsilon!!            |
|                     |     |                                        |                                                        |
|                     | 043 |                                        | Grandpa's Ultimate Secret Technique!                   |
|                     |     |                                        |                                                        |
|                     | 044 |                                        | Another Majin The Hand!                                |
|                     |     |                                        |                                                        |
|                     | 045 |                                        | Seismic! The Strongest Team, Genesis!!                 |
|                     |     |                                        |                                                        |
|                     | 046 |                                        | The Captain's Trial!                                   |
|                     |     |                                        |                                                        |
|                     | 047 |                                        | Big Duel at the Southern Sea!                          |
|                     |     |                                        |                                                        |
|                     | 048 |                                        | The Flame Striker!                                     |
|                     |     |                                        |                                                        |
|                     | 049 |                                        | Ride the Beat! Rhythm Soccer!!                         |
|                     |     |                                        |                                                        |
|                     | 050 |                                        | Howl! The Fist of Justice!!                            |
|                     |     |                                        |                                                        |
|                     | 051 |                                        | Counterattack! Epsilon Remastered!!                    |
|                     |     |                                        |                                                        |
|                     | 052 |                                        | The Explosive Flames of Revival!!                      |
|                     |     |                                        |                                                        |
|                     | 053 |                                        | The Freezing Darkness – Diamond Dust!                  |
|                     |     |                                        |                                                        |
|                     | 054 |                                        | The Strongest Assist, Byron!                           |
|                     |     |                                        |                                                        |
|                     | 055 |                                        | Mark – A New Challenge!                                |
|                     |     |                                        |                                                        |
|                     | 056 |                                        | Showdown! Mark VS Axel!!                               |
|                     |     |                                        |                                                        |
|                     | 057 |                                        | The Miracle Team! The Chaos!!                          |
|                     |     |                                        |                                                        |
|                     | 058 |                                        | Explode! Fire Blizzard!!                               |
|                     |     |                                        |                                                        |
|                     | 059 |                                        | We're Finally Here! Aliea Academy!!                    |
|                     |     |                                        |                                                        |
|                     | 060 |                                        | Aliea Academy's True Identity!                         |
|                     |     |                                        |                                                        |
|                     | 061 |                                        | The Last Battle! The Genesis – Part 1!!                |
|                     |     |                                        |                                                        |
|                     | 062 |                                        | The Last Battle! The Genesis – Part 2!!                |
|                     |     |                                        |                                                        |
|                     | 063 |                                        | The Never-ending Menace!                               |
|                     |     |                                        |                                                        |
|                     | 064 |                                        | Clash! Raimon VS Raimon!!                              |
|                     |     |                                        |                                                        |
|                     | 065 |                                        | The Ultimate Secret of Friendship!                     |
|                     |     |                                        |                                                        |
|                     | 066 |                                        | To the Strongest Team on Earth! Blizzard Arc!!         |
|                     |     |                                        |                                                        |
|                     | 067 |                                        | To the Strongest Team on Earth! Fire Arc!!             |
|                     |     |                                        |                                                        |
| SEZONUL 3           |     |                                        |                                                        |
|                     |     |                                        |                                                        |
|                     | 068 |                                        | Gather! Japan's Representatives!!                      |
|                     |     |                                        |                                                        |
|                     | 069 |                                        | Birth! Inazuma Japan!!                                 |
|                     |     |                                        |                                                        |
|                     | 070 |                                        | The Cursed Coach!                                      |
|                     |     |                                        |                                                        |
|                     | 071 |                                        | The Curtain Rises! Our Challenge to the World!!        |
|                     |     |                                        |                                                        |
|                     | 072 |                                        | Crest the Big Wave!                                    |
|                     |     |                                        |                                                        |
|                     | 073 |                                        | Warriors of the Scorching Heat! Desert Lion!!          |
|                     |     |                                        |                                                        |
|                     | 074 |                                        | Sleeping Tiger! Awaken!!                               |
|                     |     |                                        |                                                        |
|                     | 075 |                                        | A Serious Match! Mark and Archer!!                     |
|                     |     |                                        |                                                        |
|                     | 076 |                                        | Replacing Representatives!? The Toughest Challengers!! |
|                     |     |                                        |                                                        |
|                     | 077 |                                        | The Ultimate Face-off! Percival Japan VS Lina Japan!!  |
|                     |     |                                        |                                                        |
|                     | 078 |                                        | Camelia's Ultimate Secret Plan!!                       |
|                     |     |                                        |                                                        |
|                     | 079 |                                        | Axel's Decision!                                       |
|                     |     |                                        |                                                        |
|                     | 080 |                                        | The Last Match                                         |
|                     |     |                                        |                                                        |
|                     | 081 |                                        | Asia's Strongest! Fire Dragon!!                        |
|                     |     |                                        |                                                        |
|                     | 082 |                                        | The Perfect Tactics! Perfect Zone Press!!              |
|                     |     |                                        |                                                        |
|                     | 083 |                                        | Stand Up, Captain!                                     |
|                     |     |                                        |                                                        |
|                     | 084 |                                        | Get It! Our Ticket to the World!!                      |
|                     |     |                                        |                                                        |
|                     | 085 |                                        | We're Here! The World Tournament!!                     |
|                     |     |                                        |                                                        |
|                     | 086 |                                        | Shock! This is World Level!!                           |
|                     |     |                                        |                                                        |
|                     | 087 |                                        | The English Knights! Knights of Queen!!                |
|                     |     |                                        |                                                        |
|                     | 088 |                                        | It's Complete! My Own Hissatsu Technique!!             |
|                     |     |                                        |                                                        |
|                     | 089 |                                        | Go Beyond Mugen The Hand!                              |
|                     |     |                                        |                                                        |
|                     | 090 |                                        | Royal's Curse! Part 1!!                                |
|                     |     |                                        |                                                        |
|                     | 091 |                                        | Royal's Curse! Part 2!!                                |
|                     |     |                                        |                                                        |
|                     | 092 |                                        | Horror! Another "Jude"!!                               |
|                     |     |                                        |                                                        |
|                     | 093 |                                        | The Strongest Face-off! Penguins VS Penguins!!         |
|                     |     |                                        |                                                        |
|                     | 094 |                                        | The Barricading Fortress                               |
|                     |     |                                        |                                                        |
|                     | 095 |                                        | Absolute Despair! Inazuma Japan Loses!?                |
|                     |     |                                        |                                                        |
|                     | 096 |                                        | Cammy's Secret                                         |
|                     |     |                                        |                                                        |
|                     | 097 |                                        | Erik! The Final Kickoff!!                              |
|                     |     |                                        |                                                        |
|                     | 098 |                                        | All-out Friendship! Erik VS Mark!!                     |
|                     |     |                                        |                                                        |
|                     | 099 |                                        | The Phoenix's Determination!                           |
|                     |     |                                        |                                                        |
|                     | 100 |                                        | Miracle! A Kappa Encounter!?                           |
|                     |     |                                        |                                                        |
|                     | 101 |                                        | Clash! Tiger and Hawk!!                                |
|                     |     |                                        |                                                        |
|                     | 102 |                                        | Memories Revived! The Truth about Camelia!!            |
|                     |     |                                        |                                                        |
|                     | 103 |                                        | The Finals at Last! Paolo's Determination!!            |
|                     |     |                                        |                                                        |
|                     | 104 |                                        | The Strongest Tactics! Catenaccio Counter!!            |
|                     |     |                                        |                                                        |
|                     | 105 |                                        | Fierce Fight! Mark VS Paolo!!                          |
|                     |     |                                        |                                                        |
|                     | 106 |                                        | The Last Playoff! Ray Dark!!                           |
|                     |     |                                        |                                                        |
|                     | 107 |                                        | Grandpa's Last Notebook!                               |
|                     |     |                                        |                                                        |
|                     | 108 |                                        | The Legend of Liocott Island!                          |
|                     |     |                                        |                                                        |
|                     | 109 |                                        | Messengers of the Sky!                                 |
|                     |     |                                        |                                                        |
|                     | 110 |                                        | Hell Army Z!                                           |
|                     |     |                                        |                                                        |
|                     | 111 |                                        | Descent of the Demon Lord! Dark Angel!!                |
|                     |     |                                        |                                                        |
|                     | 112 |                                        | The Kingdom's Darkness!                                |
|                     |     |                                        |                                                        |
|                     | 113 |                                        | Garshield's Plot!                                      |
|                     |     |                                        |                                                        |
|                     | 114 |                                        | Inazuma Japan VS The Kingdom                           |
|                     |     |                                        |                                                        |
|                     | 115 |                                        | Counterattack of the Soccer Kingdom!                   |
|                     |     |                                        |                                                        |
|                     | 116 |                                        | Extraordinary! Little Gigant!!                         |
|                     |     |                                        |                                                        |
|                     | 117 |                                        | Attack! The Ultimate Enhanced Human!!                  |
|                     |     |                                        |                                                        |
|                     | 118 |                                        | The Fearsome Team Garshield!                           |
|                     |     |                                        |                                                        |
|                     | 119 |                                        | The Strongest Rival!                                   |
|                     |     |                                        |                                                        |
|                     | 120 |                                        | Paolo's Intense Friendship Training!                   |
|                     |     |                                        |                                                        |
|                     | 121 |                                        | To Best in the World! The 11 Words!!                   |
|                     |     |                                        |                                                        |
|                     | 122 |                                        | Inazuma Japan's Last Battle!                           |
|                     |     |                                        |                                                        |
|                     | 123 |                                        | Championship Finals!! Little Gigant – Part 1           |
|                     |     |                                        |                                                        |
|                     | 124 |                                        | Championship Finals!! Little Gigant – Part 2           |
|                     |     |                                        |                                                        |
|                     | 125 |                                        | Conclusion at Last! Number One in the World!!          |
|                     |     |                                        |                                                        |
|                     | 126 |                                        | The Tearful Graduation Ceremony!                       |
|                     |     |                                        |                                                        |
|                     | 127 |                                        | The Kickoff Towards Tomorrow!                          |
|                     |     |                                        |                                                        |

## Jocuri Video
- Inazuma Eleven este un role-playing sports video game pentru Nintendo DS creat de Level-5.A fost lansat în data de 22 August  2008 în Japonia.Varianta Europeană a fost lansată pe data de 29 ianuarie 2011, la 3 ani după ce a fost lansată în Japonia.

Lista jocurilor Inazuma eleven
| Nume                                | Japonia           | Europa             | Platforma       |
| ----------------------------------- | ----------------- | ------------------ | --------------- |
| Inazuma Eleven                      | 22 iulie 2008     | 29 ianuarie 2011   | Nintendo DS     |
| Inazuma Eleven 2                    | 9 octombrie 2009  | 16 martie 2012     | Nintendo DS     |
| Inazuma Eleven 3                    | 1 iulie 2010      | 27 septembrie 2013 | Nintendo DS,3DS |
| Inazuma Eleven Strikers             | 16 iulie 2011     | 28 septembrie 2012 | Nintendo Wii    |
| Inazuma Eleven GO                   | 15 decembrie 2011 | 13 iunie 2014      | Nintendo 3DS    |
| Inazuma Eleven Strikers 2012 Xtreme | 22 decembrie 2011 |                    | Nintendo Wii    |
| Inazuma Eleven GO 2: Chrono Stone   | 13 decembrie 2012 | 27 martie 2015     | Nintendo 3DS    |
| Inazuma Eleven GO Strikers 2013     | 20 decembrie 2012 |                    | Nintendo Wii    |
| Inazuma Eleven GO 3: Galaxy         | 5 decembrie 2013  |                    | Nintendo 3DS    |

## Difuzarea în România
Cartoon Network